# Фомино (Воткінський район)
Фо́мино (рос. Фомино) — присілок у Воткінському районі Удмуртії, Росія.
Населення становить 75 осіб (2010, 92 у 2002).
Національний склад (2002):
- росіяни — 97 %

Урбаноніми:
- вулиці — Баранова, Зелена, Садова, Центральна
- провулки — Зарічний, Лісовий, Ставковий